# Advanced trauma life support
 Mise en garde médicale
L'Advanced Trauma Life Support (ATLS) est un programme de formation à  la gestion des cas de traumatisme majeur, destiné aux professionnels de la santé, développé par l'American College of Surgeons. Des programmes similaires existent pour les ambulanciers et les infirmiers. Le programme a été adopté dans plus de 60 pays parfois sous le nom de Early Management of Severe Trauma, en particulier en dehors de l'Amérique du Nord. Son objectif est d'enseigner une approche simplifiée et standardisée des patients traumatisés. Conçu à l'origine pour les situations d'urgence où un seul médecin et une infirmière sont présents, l'ATLS est désormais largement accepté comme la norme de soins pour l'évaluation initiale et le traitement dans les centres de traumatologie. Le principe du programme ATLS est de traiter d'abord la plus grande menace à la vie. Il préconise également que l'absence d'un diagnostic définitif et d'une histoire détaillée ne devrait pas ralentir l'application du traitement indiqué pour des blessures mortelles, avec les interventions les plus urgentes effectuées au début.
L'American College of Surgeons Committee on Trauma a enseigné le cours ATLS à plus d'un million de médecins dans plus de 80 pays. L'ATLS est devenu la référence des soins aux patients blessés en enseignant un langage commun et une approche commune. Cependant, il n'y a pas un haut niveau de preuve pour montrer que l'ATLS améliore les résultats des patients car il n'a pas été étudié. S'il était étudié, cela serait probablement reconnu,.

## L'évaluation initiale
Le premier élément clé de l'évaluation des patients présentant un traumatisme est appelé l'évaluation initiale. Pendant ce temps, les blessures potentiellement mortelles sont identifiées et la réanimation est commencée simultanément. Un simple moyen mémo-technique, ABCDE (Airway, Breathing, Circulation, Disability et Exposure) est utilisé pour connaître l'ordre dans lequel les problèmes doivent être traités.

### Contrôle des voies aériennes et protection du rachis cervicale
La première étape de l'évaluation initiale consiste à évaluer les voies respiratoires. Si le patient est capable de parler, les voies respiratoires sont susceptibles d'être libres. Si le patient est inconscient, il peut ne pas être en mesure de maintenir libre ses  voies respiratoires. Les voies respiratoires peuvent être ouvertes à l'aide d'une élévation du menton ou d'une subluxation mandibulaire. Si les voies respiratoires sont obstruées (par exemple par du sang ou du vomi), le liquide doit être aspiré (aspirateur à mucosités). En cas d'obstruction, il est nécessaire de passer une sonde d'intubation endotrachéale pour une ventilation mécanique.

### Respiration et ventilation
Le thorax doit être examiné par inspection, palpation, percussion et auscultation. L'emphysème sous-cutané et la déviation trachéale doivent être recherchées. L'objectif est d'identifier et de gérer six infections thoraciques potentiellement mortelles: obstruction des voies respiratoires, pneumothorax sous tension, hémothorax massif, pneumothorax ouvert, volet costal avec contusion pulmonaire et la tamponnade cardiaque. Le volet costal, la déviation trachéale, les blessures pénétrantes et les ecchymoses peuvent être reconnus par l'inspection. L'emphysème sous-cutané peut être reconnu par palpation. Le pneumothorax sous tension et l'hémothorax peuvent être reconnus par percussion et auscultation.

### Circulation et contrôle des hémorragies
L'hémorragie est la principale cause de décès en cas de traumatisme. Le choc hypovolémique est causé par une hémorragie massive. Deux voies veineuses de grand calibre sont posées et une solution cristalloïde est administrée. Si la personne ne répond pas au remplissage, alors il faut administrer du sang spécifique du type, ou du O-négatif si le sang spécifique n'est pas disponible. L'hémorragie est contrôlée par pression directe. La perte de sang occulte peut être dans le thorax, l'abdomen, le bassin ou les os longs[réf. nécessaire].
Depuis 2012, l'utilisation du rFVIIa n'est pas étayée par des preuves. Bien qu'il puisse aider à contrôler les saignements, il existe un risque de thrombose artérielle. Son utilisation doit être limitée aux essais cliniques et chez les patients présentant un déficit en facteur VII.

### Déficit neurologique / évaluation neurologique
Lors de l'évaluation initiale, un examen neurologique de base est effectué, connue par l'AVPU (Alerte c'est-à-dire conscient ; répondant aux stimuli Verbaux ; répondant aux stimuli douloureux (Pain) et inconscient (Unresponsive)). Un examen neurologique plus détaillé et plus rapide est réalisé à la fin de l'évaluation initiale. Cela établit le niveau de conscience du patient, l'examen des pupilles (elles sont normalement Isocores, Symétriques et Réactives : ISR), les signes de latéralisation et le niveau de lésion de la moelle épinière .
L'échelle de Glasgow est une examen rapide pour déterminer le niveau de conscience et le pronostic du patient. Si ce n'est pas fait lors de l'évaluation initiale, il doit être réalisé dans le cadre de l'examen neurologique plus détaillé de l'évaluation secondaire. Un niveau de conscience altéré indique la nécessité d'une réévaluation immédiate de l'état d'oxygénation, de ventilation et de perfusion du patient. L'hypoglycémie et les drogues, y compris l'alcool, peuvent influencer le niveau de conscience. Si ceux-ci sont exclus, les modifications du niveau de conscience doivent être considérées comme dues à un traumatisme crânien jusqu'à preuve du contraire.

### Examen complet et lutte contre l'hypothermie
Le patient doit être complètement déshabillé, généralement en coupant les vêtements. Il est impératif de couvrir le patient de couvertures chaudes pour éviter l'hypothermie aux urgences. Les liquides intraveineux doivent être réchauffés et un environnement chaud doit être maintenu. L'intimité des patients doit être préservée.

## Evaluation secondaire
Lorsque l'évaluation initiale est terminée, que les efforts de réanimation sont bien entrepris et que les signes vitaux se normalisent, l'évaluation secondaire peut commencer. L'évaluation secondaire comprend une anamnèse complète et un examen physique de la tête aux pieds, y compris la réévaluation de tous les signes vitaux. Chaque région du corps doit être pleinement examinée. Si nécessaire, des radiographies sont réalisées. Si, à un moment quelconque de l'évaluation secondaire, le patient se détériore, une autre évaluation primaire est effectuée car une menace potentielle pour la vie peut survenir. La personne doit être retirée du plan dur et placée sur un matelas ferme dès que cela est raisonnablement possible car la planche dorsale peut rapidement causer des lésions cutanées et des douleurs tandis qu'un matelas ferme offre une stabilité équivalente pour d'éventuelles fractures vertébrales.

## Evaluation tertiaire
Un examen minutieux et complet suivi d'évaluations en série permettent de visualiser les blessures passées inaperçues et les problèmes associés, permettant une prise en charge définitive. Le taux de diagnostic tardif peut atteindre 10 %.

## Des alternatives
Les mannequins simulateurs chirurgicaux sont largement utilisés aux États-Unis comme alternative à l'utilisation d'animaux vivants dans les cours ATLS. En 2014, PETA a annoncé qu'elle faisait don de simulateurs chirurgicaux aux centres de formation ATLS dans 9 pays qui ont accepté de passer de l'utilisation d'animaux à la formation sur les simulateurs.
De plus, Anesthesia Trauma and Critical Care (ATACC) est un cours international de traumatologie basé au Royaume-Uni qui enseigne la traumatologie avancé et représente le niveau suivant pour les soins de traumatologie et la gestion des patients traumatisés après la certification ATLS. Accrédité par deux collèges royaux et de nombreux services d'urgence, le cours se déroule plusieurs fois par an pour des candidats issus de tous les domaines de la médecine et des soins de traumatologie. Des blessures spécifiques, telles que des brûlures graves, peuvent être mieux gérées par d'autres programmes.
En médecine militaire, le protocole ATLS a été modifié en protocole BATLS. La procédure de traitement est cABCDE. Le « c » correspond à un saignement catastrophique (saignement externe massif).

## Historique de l'ATLS

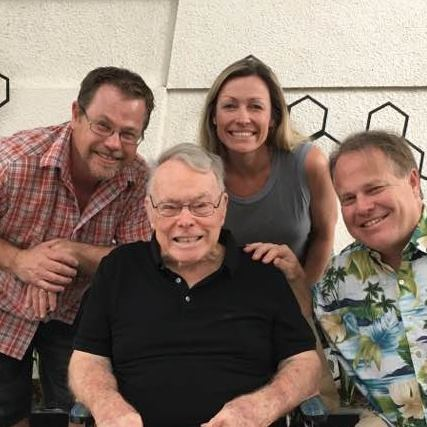
James Styner avec trois de ses enfants qui ont subi un grave traumatisme crânien lors de l'accident

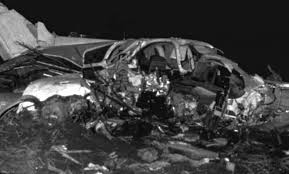
L'avion Barron Beechcraft après le crash

L'ATLS prend ses origines aux États-Unis en 1976, lorsque James K. Styner, un chirurgien orthopédiste pilotant un avion léger, s'est écrasé dans un champ du Nebraska. Son épouse Charlene a été tuée sur le coup et trois de ses quatre enfants, Kenneth, Randy et Kim ont été gravement blessés. Son fils Chris a eu un bras cassé. Il a effectué le premier triage de ses enfants sur les lieux de l'accident. Le Dr Styner a dû signaler à une voiture de s'arrêter afin d'effectuer le transport à l'hôpital le plus proche; à son arrivée, il trouva cet hôpital fermé. Même une fois l'hôpital ouvert et un médecin appelé, il a constaté que les soins d'urgence fournis dans le petit hôpital régional où ils étaient traités étaient inappropriés. De retour à Lincoln, le Dr Styner a déclaré : « Quand je peux fournir de meilleurs soins sur le terrain avec des ressources limitées que ce que mes enfants et moi avons reçu dans l'établissement de soins primaires, il y a quelque chose qui ne va pas dans le système et le système doit être changé. »
De retour au travail, il s'est mis à développer une doctrine pour sauver des vies dans des situations de traumatisme médical. Styner et son collègue Paul Skip Collicott, avec l'aide du personnel de l'advanced cardiac life support et de la Lincoln Medical Education Foundation, ont donné le premier cours ATLS en 1978. En 1980, l'American College of Surgeons Committee on Trauma a adopté l'ATLS et a commencé la diffusion américaine et internationale des cours.
Depuis sa création, l'ATLS est devenu la norme pour les soins de traumatologie dans les services d'urgence américains et les services paramédicaux avancés. Étant donné que les médecins urgentistes, les ambulanciers et d'autres praticiens avancés utilisent l'ATLS comme modèle de soins en traumatologie, il est logique que les programmes destinés aux autres prestataires de soins de traumatologie soient conçus pour s'articuler correctement avec l'ATLS. La Society of Trauma Nurses a développé le cours Advanced Trauma Care for Nurses (ATCN). L'ATCN se réunit en même temps qu'ATLS et partage certaines parties de la conférence. Cette approche permet aux soins médicaux et infirmiers d'être bien coordonnés les uns avec les autres, car les prestataires de soins médicaux et infirmiers ont été formés essentiellement au même modèle de soins. De même, l'Association nationale des techniciens médicaux d'urgence a développé le cours Prehospital Trauma Life Support (PHTLS) pour les techniciens médicaux d'urgence de base (EMT) et une classe de niveau plus avancé pour les ambulanciers paramédicaux. Le comité International Trauma Life Support publie également les cours ITLS-Basic et ITLS-Advanced pour les professionnels préhospitaliers. Ce cours est basé sur l'ATLS.